# Dendrobium dempoense
Dendrobium dempoense är en orkidéart som beskrevs av Johannes Jacobus Smith. Dendrobium dempoense ingår i släktet Dendrobium, och familjen orkidéer. Inga underarter finns listade i Catalogue of Life.